# Jüdischer Friedhof Öhringen

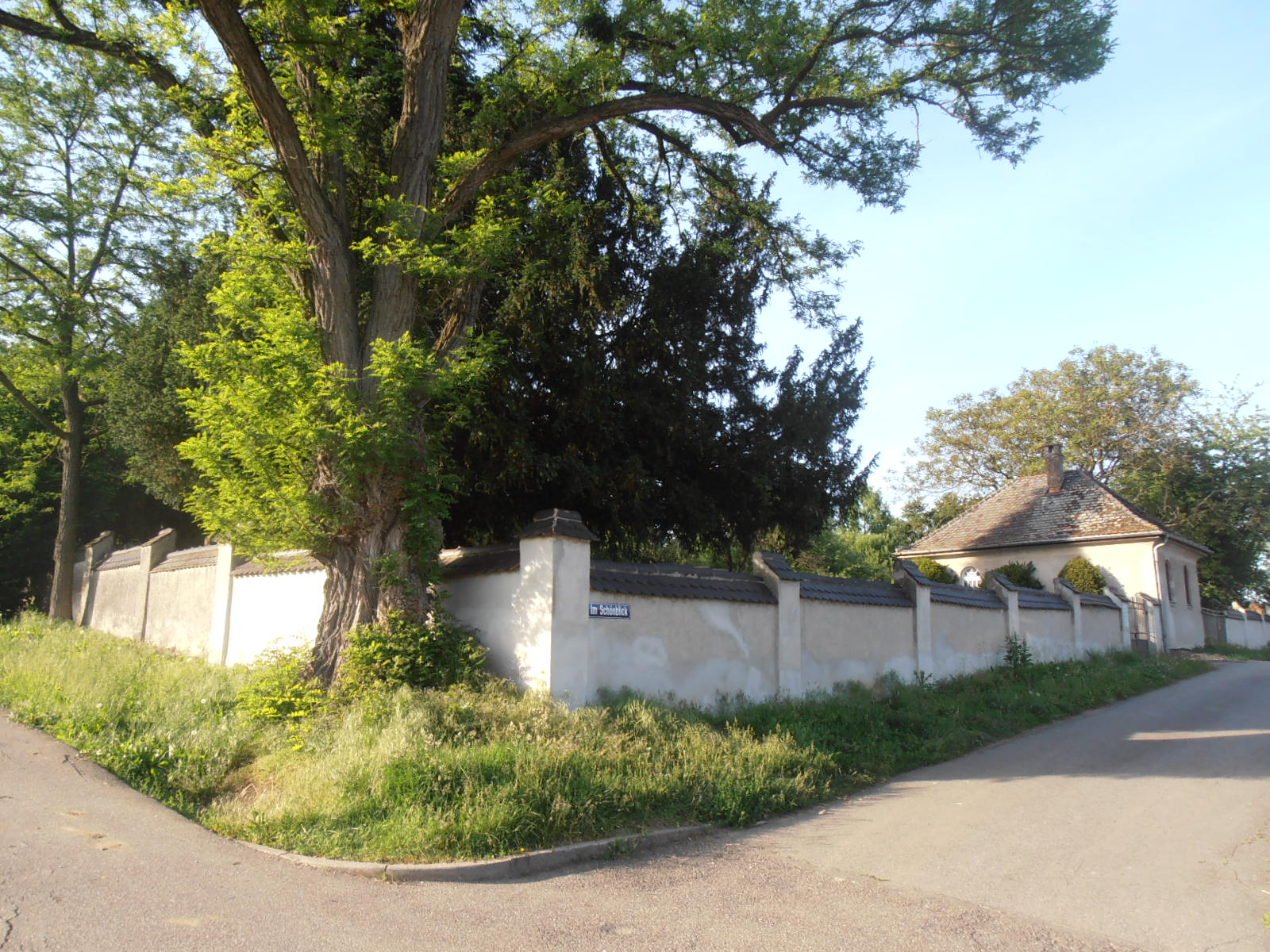
Friedhof mit Taharahaus

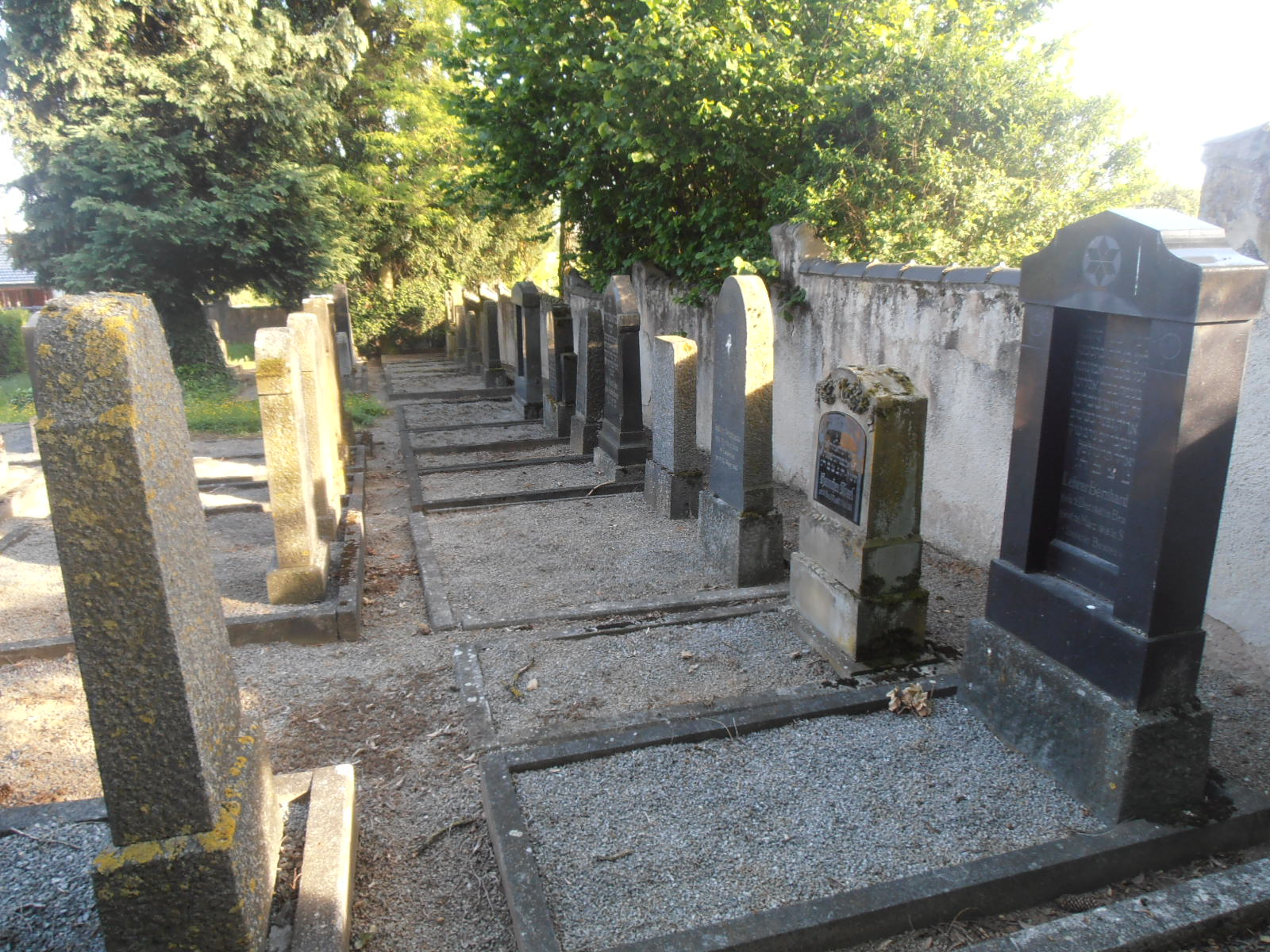
Grabsteine

Der Jüdische Friedhof Öhringen ist ein jüdischer Friedhof in Öhringen, einer Stadt im Hohenlohekreis im nördlichen Baden-Württemberg.

## Geschichte
Die Toten der jüdischen Gemeinde Öhringen wurden zunächst auf dem jüdischen Friedhof Affaltrach und auf dem jüdischen Friedhof Berlichingen beigesetzt. 1910 wurde ein eigener Friedhof auf dem Galgenberg in der Flur Im Schönblick errichtet, der mit Ummauerung und einer kleinen Friedhofshalle (Taharahaus) 10.000 Mark kostete. Die Stadt Öhringen gab dazu einen Zuschuss von 1000 Mark.
Der erste Bestattete war der Viehhändler Isaak Herz, der am 21. August 1911 beigesetzt wurde. Die wahrscheinlich letzte Beigesetzte war Pauline Hirsch, Frau des Pferdehändlers Leopold Hirsch, die am 15. Mai 1939 bestattet wurde. 1939 verkaufte die jüdische Gemeinde einen bisher unbelegten Teil des Friedhofgrundstückes mit einer Größe von 67 Ar an einen Landwirt. Diese Fläche des Friedhofes wurde nun durch Zaun und Hecke vom Gräberfeld abgetrennt und mit Obstbäumen bepflanzt. Nach 1940 sollte der Friedhof ganz abgeräumt werden, und ein Teil der Grabsteine wurde bereits an Steinmetze verkauft. Nach 1945 wurden die Grabsteine wieder aufgestellt. Die ISRO stellte in der Nachkriegszeit einen Rückerstattungsanspruch auf den 1939 verkauften Grundstücksteil, einigte sich dann aber mit dem Landwirt auf eine Nachzahlung.
Der jüdische Friedhof hat eine Fläche von 9,22 Ar; heute sind noch 54 Grabsteine vorhanden. Gedenktafeln im Ehrenhof des Kreuzgangs erinnern an die zwei Öhringer Juden, die im Ersten Weltkrieg gefallen sind.